# Куйвасту
Ку́йвасту (эст. Kuivastu) — деревня в волости Муху уезда Сааремаа, Эстония. 

## География
Расположена на восточном побережье острова Муху. Бухта Куйвасту является основным транспортным узлом крупнейшего эстонского острова Сааремаа, острова Муху и Сааремаа связаны дамбой. Здесь действует паромная переправа через пролив Суурвяйн на материк в населенный пункт Виртсу.

## Население
По данным переписи населения 2011 года в деревне проживали 48 человек, все — эстонцы.
Динамика численности населения деревни Куйвасту:
| Год     | 2000 | 2011 | 2017 | 2018 | 2019 | 2020 |
| ------- | ---- | ---- | ---- | ---- | ---- | ---- |
| Жителей | 73   | ↘ 48 | ↗62  | ↗ 64 | ↘ 62 | ↗ 63 |

## История
В средние века существовала податная единица (вакус) Куйст (Kuist). В письменных источниках 1592 года упоминается Kuyast, 1645 года — Küwast, 1798 года — Kuiwast (нем.). На землях одноимённой деревни в период 1751–1758 годов была основана мыза Куйвасту. В ходе земельной реформы в 1920-х годах на землях национализированной мызы возникло поселение Куйвасту, которое упоминается в письменных источниках не позднее 1945 года как деревня.
В Первую мировую войну порт Куйвасту служил базой русского флота для защиты прохода между Финским и Рижским заливами. Отсюда в 1914—1917 годах проводились работы по углублению главного фарватера. Рейд Куйвасту стал местом Моонзундского сражения 17 октября 1917 года.
В феврале 1919 года в посёлке Куйвасту должна была состояться всеобщая мобилизация для защиты от наступления Красной Армии в годы Эстонской освободительной войны. Однако население Куйвасту выступило против мобилизации. Мятежники убили проводившего мобилизацию офицера, двух сопровождавших его лиц, барона Акселя фон Буксгевдена, его брата Артура фон Буксгевдена и Оскара Рара, родного брата полковника русской армии В. Ф. Рара. Мятеж был подавлен 21 февраля 1919 года лояльными правительству Эстонии войсками.
29 сентябрь 1944 года здесь высадился советский десант, и был создан первый плацдарм для освобождения островов Муху и Сааремаа от германских войск.

## Известные личности
- Поэт, переводчик, лингвист и фольклорист Виллем Грюнталь-Ридала (1885—1942) родился в трактире Куйвасту[9].

## Галерея

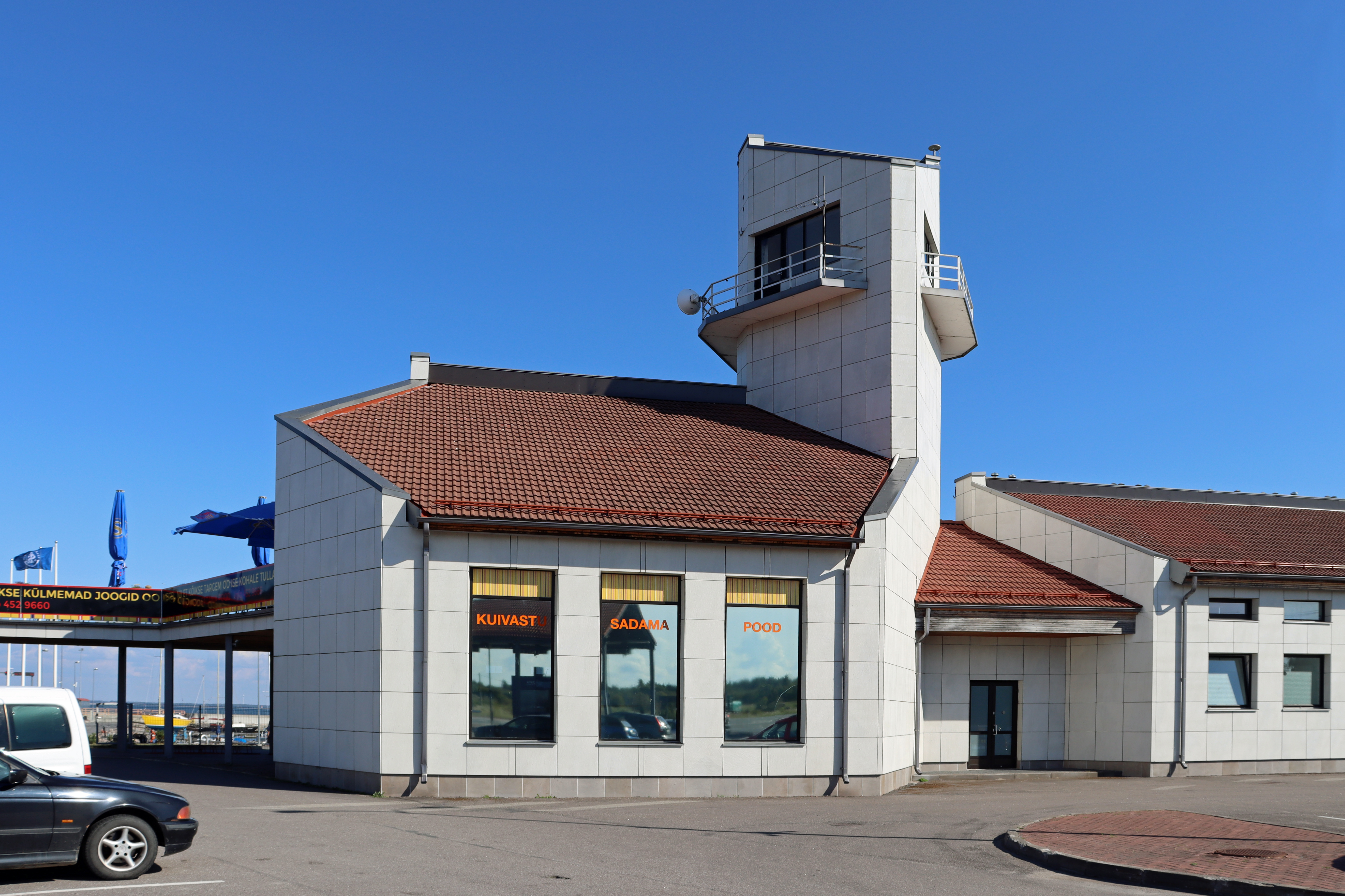
Здание порта Куйвасту
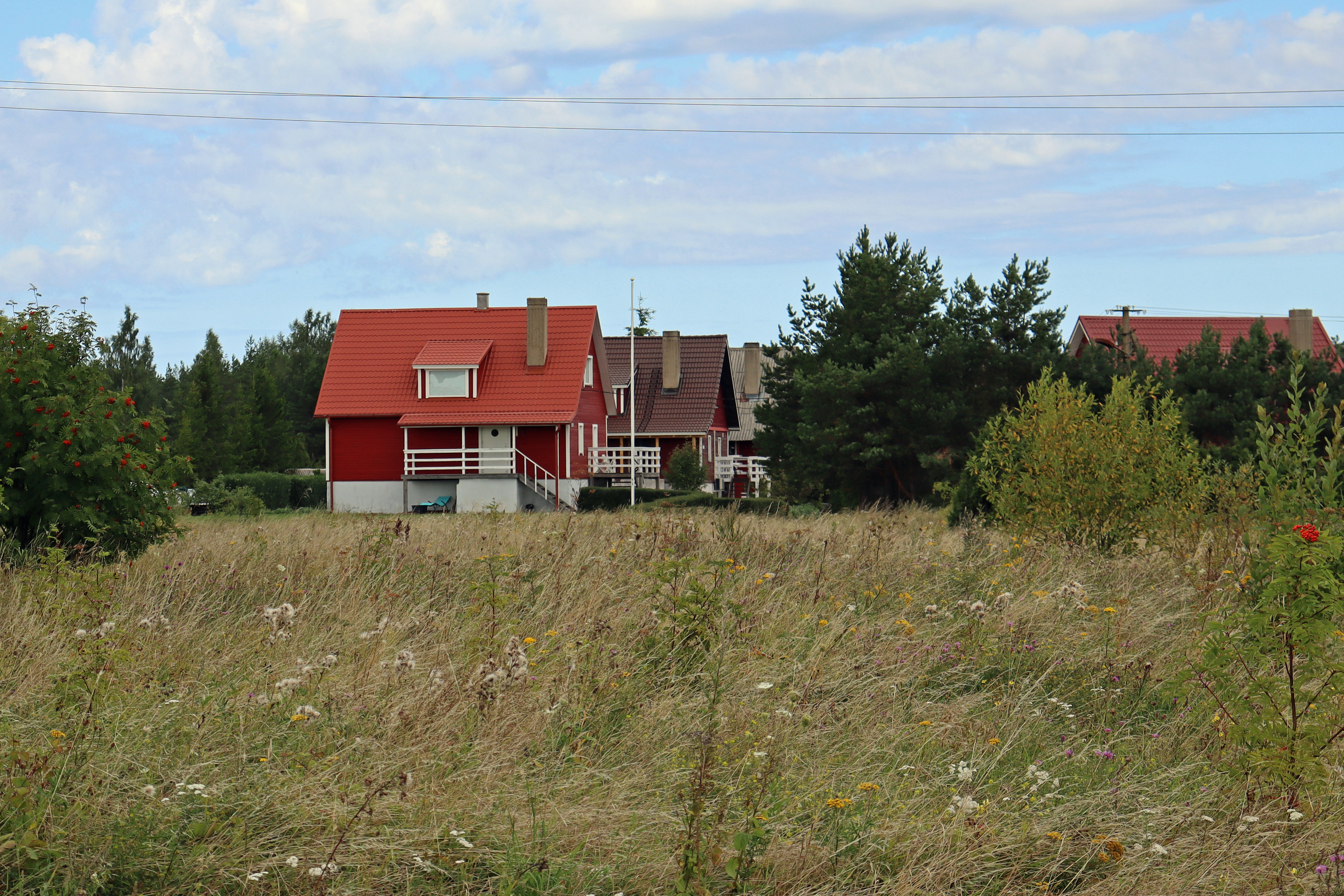
Деревня Куйвасту
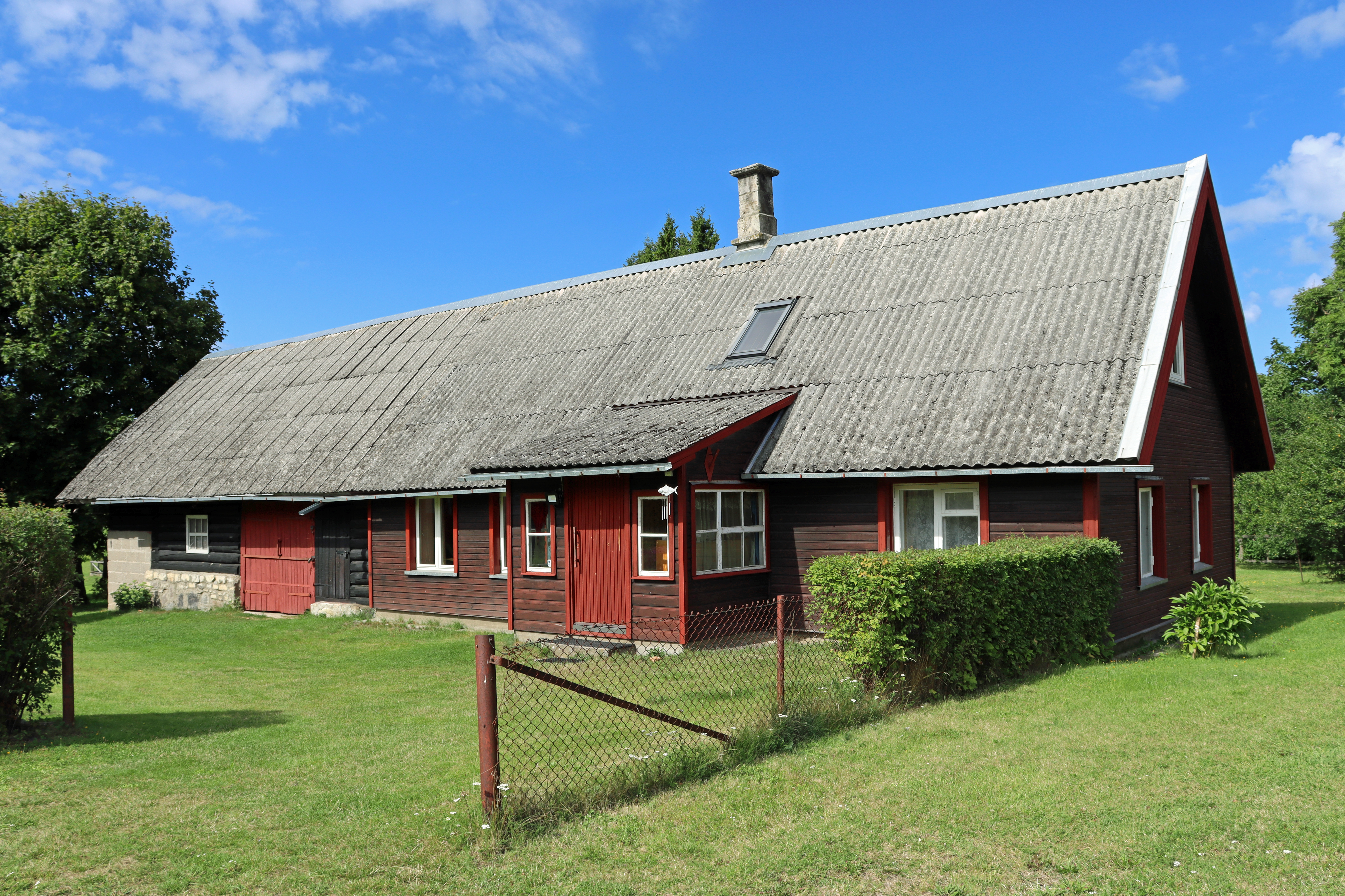
Жилой дом в Куйвасту
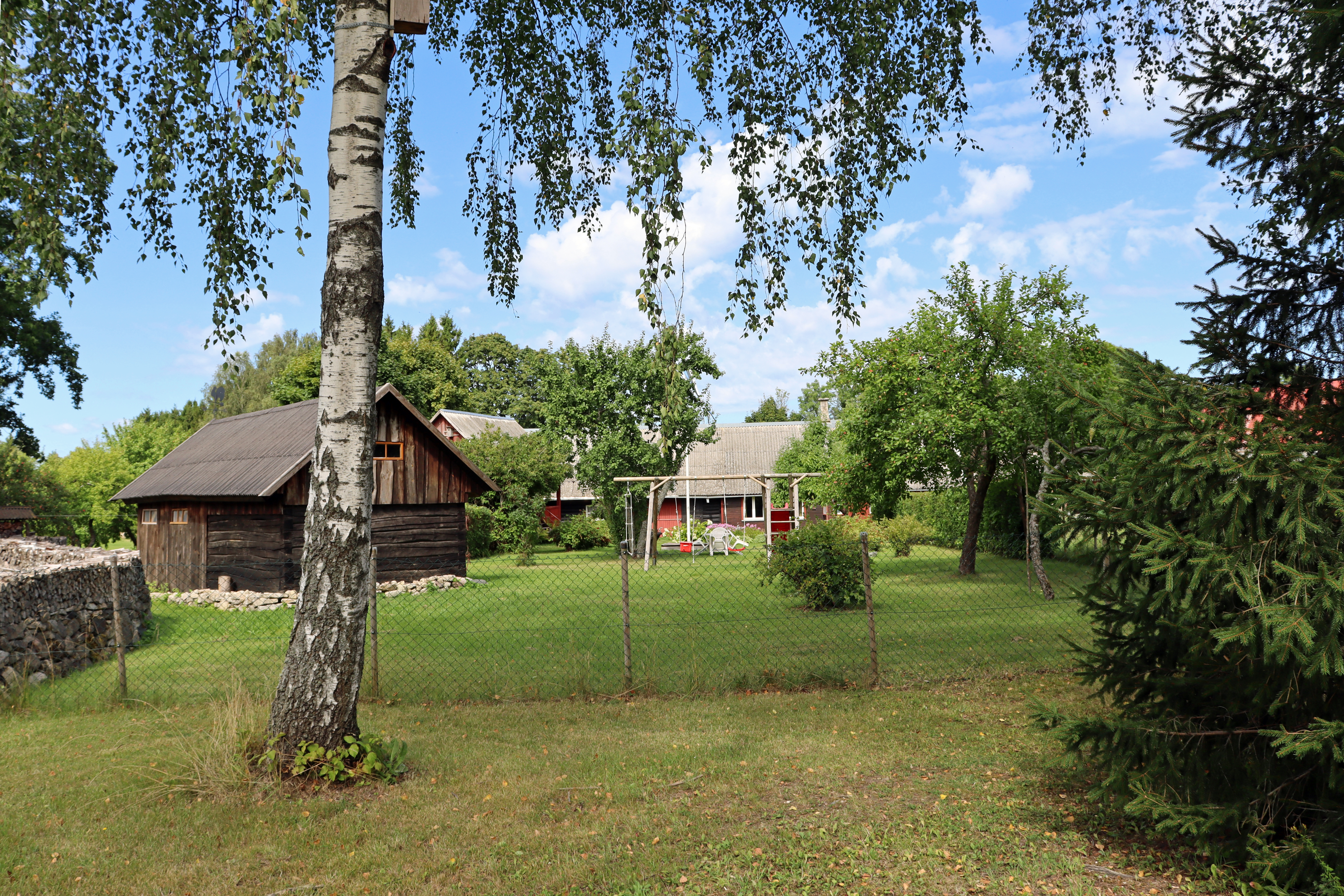
Домохозяйство в Куйвасту
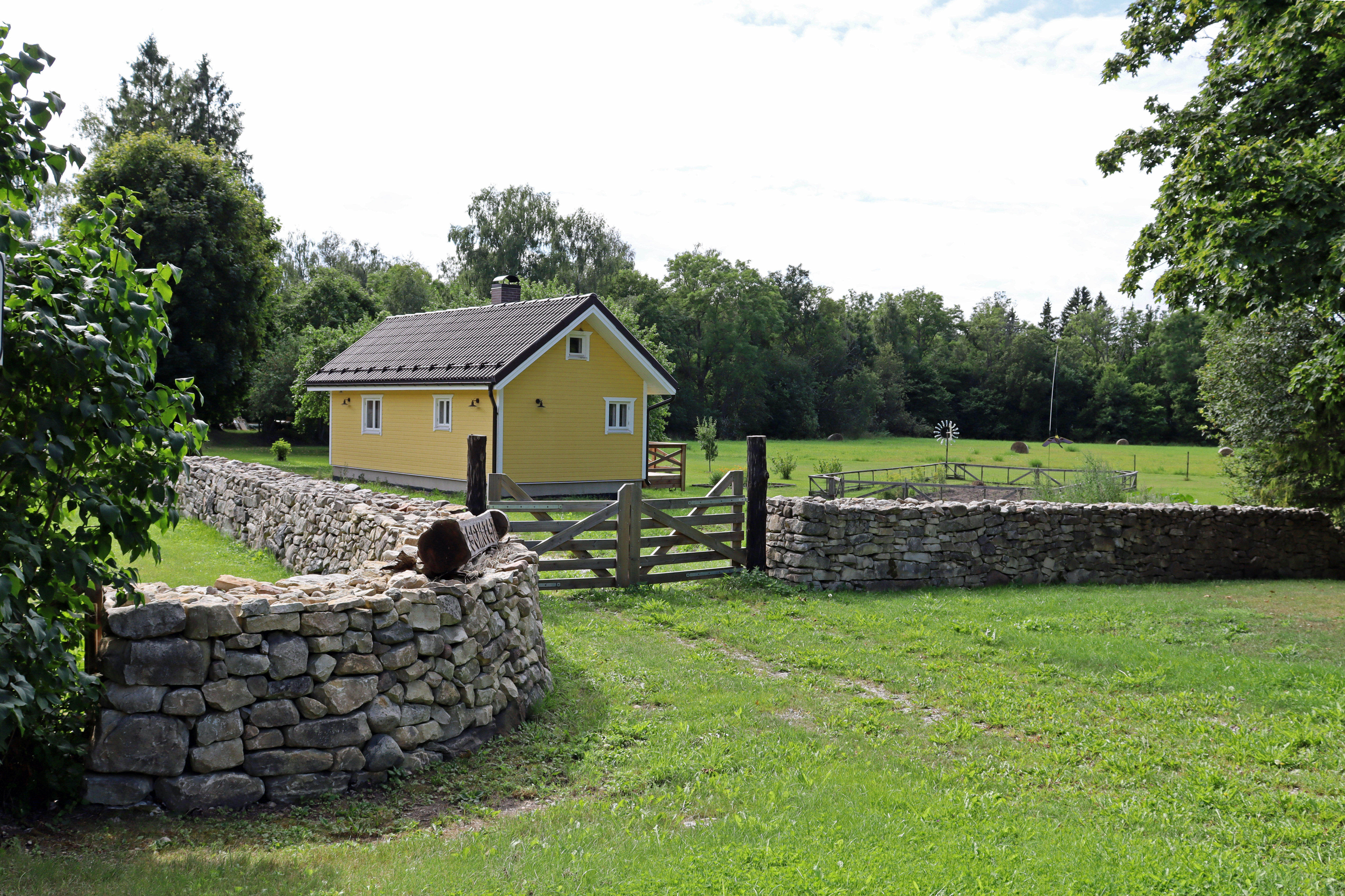
Улица в Куйвасту